# Residenze reali britanniche

Lo Stendardo Reale usato in Inghilterra, Galles e Irlanda del Nord.

Lo Stendardo Reale usato in Scozia.

Come la maggior parte delle Case Reali, anche i Windsor possiedono numerosi palazzi, castelli e ville utilizzati come residenze ufficiali o luoghi di riposo del sovrano regnante. 
Nel corso dei secoli i sovrani hanno ristrutturato, adattato e ingrandito manieri e palazzi acquistati o ereditati che si tramandano da intere generazioni. 

Durante il regno della regina Elisabetta II la maggior parte delle residenze sono state oggetto di importanti restauri e alcune furono utilizzate come residenze ufficiali di membri della casa reale.
Segue uno specchio delle residenze reali occupate dalla famiglia reale britannica, in cui sono elencate sia le residenze ufficiali di Stato che quelle di proprietà personale dei componenti della famiglia.

## Residenze di Re Carlo III e Camilla, Regina Consorte

### Residenze ufficiali
| Immagine | Nome                     | Luogo              | Note |
| -------- | ------------------------ | ------------------ | --- |
|          | St. James's Palace       | Londra             | Tecnicamente il castello è il "senior palace" dei monarchi britannici, ma il Re non possiede appartamenti al suo interno.                                                                                    |
|          | Buckingham Palace        | Londra             | Residenza ufficiale del Sovrano del Regno Unito (lunedì-venerdì). |
|          | Clarence House           | Londra             | Il palazzo, parte della residenza reale di St. James's Palace, era la residenza londinese ufficiale del Re quando era principe di Galles.                                                                    |
|          | Castello di Windsor      | Windsor, Berkshire | Residenza di campagna ufficiale della famiglia reale. Il castello è abitato molti fine settimana, la settimana di Pasqua, in giugno per il Royal Ascot e per le celebrazioni dell'Ordine della Giarrettiera. |
|          | Holyrood Palace          | Edimburgo          | Residenza scozzese ufficiale della famiglia reale. Il castello è abitato tutti gli anni una settimana di luglio (Holyrood Week) e ogni volta che il Re si trova in Scozia per una visita ufficiale.          |
|          | Castello di Hillsborough | Hillsborough       | Residenza ufficiale della famiglia reale quando si trova in Irlanda del Nord. |

### Residenze private
| Immagine | Nome              | Luogo                        | Note |
| -------- | ----------------- | ---------------------------- | --- |
|          | Sandringham House | Norfolk, Inghilterra         | Eredità della Regina Elisabetta II, madre del Re, il palazzo è abitato dal periodo di Natale sino a febbraio.                |
|          | Balmoral Castle   | Aberdeenshire, Scozia        | Eredità della Regina Elisabetta II, madre del Re, il castello è abitato nel periodo estivo, da fine luglio a fine settembre. |
|          | Highgrove         | Gloucestershire, Inghilterra | Residenza di campagna, comprata dal Re e da lui molto amata.                                                                 |
|          | Birkhall          | Aberdeenshire, Scozia        | La residenza era utilizzata precedentemente dalla Regina madre, Elizabeth Bowes-Lyon, nonna del Re.                          |
|          | Llwynywormwood    | Carmarthenshire, Galles      | |
|          | Tamarisk          | Isole Scilly                 | |
|          | Craigowan Lodge   | Aberdeenshire, Scozia        | Parte della tenuta di Balmoral                                                                                               |
|          | Delnadamph Lodge  | Aberdeenshire, Scozia        | Parte della tenuta di Balmoral                                                                                               |

## Residenze di William e Catherine, principi di Galles

### Residenze ufficiali
| Immagine | Nome              | Luogo  | Note                                                                                               |
| -------- | ----------------- | ------ | -------------------------------------------------------------------------------------------------- |
|          | Kensington Palace | Londra | Palazzo presso i Kensington Gardens, è la residenza ufficiale di molti membri della famiglia reale |

### Residenze private
| Immagine | Nome       | Luogo   | Note                                         |
| -------- | ---------- | ------- | -------------------------------------------- |
|          | Anmer Hall | Norfolk | Residenza di campagna dei principi di Galles |

## Residenza ufficiale di Henry e Meghan, duchi di Sussex
| Immagine | Nome              | Luogo  | Note                                |
| -------- | ----------------- | ------ | ----------------------------------- |
|          | Kensington Palace | Londra | Palazzo presso i Kensington Gardens |

## Residenze ufficiali di Andrea, duca di York e delle principesse Beatrice ed Eugenia di York
| Immagine | Nome              | Luogo              | Note                                                                |
| -------- | ----------------- | ------------------ | ------------------------------------------------------------------- |
|          | Buckingham Palace | Londra             | Residenza ufficiale londinese del Duca di York e delle sue figlie.  |
|          | Royal Lodge       | Windsor, Berkshire | Residenza di campagna ufficiale, concessa al duca dal Crown Estate. |

## Residenze ufficiali di Edoardo e Sophie, Duchi di Edimburgo
| Immagine | Nome              | Luogo               | Note                                                                  |
| -------- | ----------------- | ------------------- | --------------------------------------------------------------------- |
|          | Buckingham Palace | Londra              | Residenza ufficiale londinese del Duca e della Duchessa di Edimburgo. |
|          | Bagshot Park      | Surrey, Inghilterra | Residenza di campagna ufficiale, concessa al Duca dal Crown Estate.   |

## Residenze di Anna, principessa reale
| Immagine | Nome               | Luogo                           | Note |
| -------- | ------------------ | ------------------------------- | --- |
|          | St. James's Palace | Londra                          | Tecnicamente il castello è il "senior palace" dei monarchi inglesi; è la residenza ufficiale londinese della principessa Anna. |
|          | Gatcombe Park      | Minchinhampton, Gloucestershire | La residenza è un bene privato della principessa reale.                                                                        |

## Residenze ufficiali di Richard e Birgitte, duchi di Gloucester
| Immagine | Nome              | Luogo            | Note |
| -------- | ----------------- | ---------------- | --- |
|          | Kensington Palace | Londra           | Il palazzo, un tempo residenza ufficiale dei sovrani, è la residenza ufficiale londinese dei duchi.                               |
|          | Barnwell Manor    | Northamptonshire | La casa, ereditata da Henry Windsor, duca di Gloucester, è residenza ufficiale di campagna, ma non viene più utilizzata dal 1995. |

## Residenza ufficiale di Edward e Katharine, duchi di Kent
| Immagine | Nome              | Luogo  | Note                                                                                                |
| -------- | ----------------- | ------ | --------------------------------------------------------------------------------------------------- |
|          | Kensington Palace | Londra | Il palazzo, un tempo residenza ufficiale dei sovrani, è la residenza ufficiale londinese dei duchi. |

## Residenza ufficiale dei principi Michael e Marie Christine di Kent
| Immagine | Nome              | Luogo  | Note                                                                                                   |
| -------- | ----------------- | ------ | --- |
|          | Kensington Palace | Londra | Il palazzo, un tempo residenza ufficiale dei sovrani, è la residenza ufficiale londinese dei principi. |

## Residenze ufficiali della principessa Alexandra di Kent, Onorevole Lady Ogilvy
| Immagine | Nome                 | Luogo            | Note |
| -------- | -------------------- | ---------------- | --- |
|          | St. James's Palace   | Londra           | Tecnicamente il castello è il "senior palace" dei monarchi inglesi; ma la principessa Alexandra non ha appartamenti al suo interno. |
|          | Thatched House Lodge | Richmond, Londra | Residenza di campagna ufficiale, concessa a Lady Ogilvy dal Crown Estate.                                                           |